# 麥克達菲縣 (喬治亞州)
麥克達菲縣（英語：McDuffie County）是美國喬治亞州東北部的一個縣。面積690方公里。根據美國2000年人口普查，共有人口21,231人。縣治湯姆森（Thomson）。
成立於1870年10月18日。縣名紀念南卡羅萊納州州長、聯邦眾議員、聯邦參議員喬治·麥克達菲。